# Кильмансегг, Фридрих фон
Граф Фридрих Отто Гебхард фон Кильмансегг (нем. Friedrich Otto Gebhard von Kielmansegg; 17 декабря 1768 — 18 июля 1851) — ганноверский аристократ и военачальник, герой битвы при Ватерлоо, генерал от инфантерии (в 1815 году генерал-майор).

## Биография
Фридрих фон Кильмансегг был сыном высокопоставленного юриста из Ратцебурга Фридриха фон Кильмансегга (1728—1800). Его старший брат Людвиг фон Кильмансегг был генерал-майором и обер-шталмейстером, а младший брат Фердинанд фон Кильмансегг стал генералом от кавалерии и военным министром Ганновера.
Кильмансегг был офицером ганноверской армии, когда Артленбургская конвенция 1803 года, передавшая весь Ганновер под власть Наполеона, и прервала его военную карьеру. Однако уже в 1813 году, на волне патриотического подъёма по всей Германии, Кильмансегг сформировал за свой счёт полк ландвера для борьбы против Наполеона и сам возглавил его. В том же году он создал так называемый Егерский корпус Кильмансегга. Эти части хорошо себя проявили, и были распущены в 1814 году, после взятия Парижа.
Однако, когда в 1815 году Наполеон вернулся с острова Эльба, Кильмансегг, получивший чин генерал-майора, вновь вернулся на действительную службу и возглавил ганноверскую бригаду в дивизии Альтена, в корпусе принца Оранского армии герцога Веллингтона, во главе которой сражался при Катр-Бра и при Ватерлоо. В 1816 году Кильмансегг вступил в воссозданную армию королевства Ганновер и оставался на действительной службе до 1832 года, получил чин генерал-лейтенанта, а затем и генерала от инфантерии.
Кильмансегг присоединился к ганноверским масонам в 1839 году.
Скончался в глубокой старости.

## Награды
Королевства Ганновер:
- Королевский Гвельфский орден большой крест (1821)[4]
- Крест Вильгельма[нем.] за 25 лет военной службы
- Медаль Ватерлоо[нем.] (1837)
- Мемориальная медаль в память войны 1813 года[нем.] (1841)
- Мемориальная медаль Ганзейского легиона[нем.]

Иностранных государств:
- Орден Святого Владимира 4-й степени с бантом (Российская империя)
- Орден Святой Анны 2-й степени с алмазными украшениями (10 ноября 1914, Российская империя)[5]
- Орден Меча большой командорский крест (королевство Швеция)
- Орден Даннеброг большой крест (королевство Дания)
- Орден «Pour la vertu militaire» (ландграфство Гессен-Кассель)

## Семья
Внучатым племянником генерала был австро-венгерский государственный деятель Эрих фон Кильмансегг.